# Rhizotrochus
Genre
Rhizotrochus est un genre de coraux durs de la famille des Flabellidae.

## Liste d'espèces
Selon World Register of Marine Species (2 juillet 2015) et ITIS (2 juillet 2015), le genre Rhizotrochus comprend les espèces suivantes :
| Selon World Register of Marine Species (3 juillet 2015) : - Rhizotrochus flabelliformis Cairns, 1989 - Rhizotrochus levidensis Gardiner, 1899 - Rhizotrochus tuberculatus Tenison-Woods, 1879 - Rhizotrochus typus Milne Edwards & Haime, 1848 | Selon ITIS (3 juillet 2015) : - Rhizotrochus flabelliformis Cairns, 1989 - Rhizotrochus levidensis Gardiner, 1899 - Rhizotrochus tuberculatus Tenison-Woods, 1879 - Rhizotrochus typus Milne-Edwards & Haime, 1848 |